# Kap Gerlache
Das Kap Gerlache ist ein Kap, welches den nordöstlichen Ausläufer der Davis-Halbinsel an der Küste des ostantarktischen Königin-Marie-Lands darstellt. Es liegt 6 km südöstlich von David Island. 
Teilnehmer der Australasiatischen Antarktisexpedition (1911–1914) unter der Leitung des australischen Polarforschers Douglas Mawson entdeckten es im November 1912. Mawson benannte das Kap nach dem belgischen Polarforscher Adrien de Gerlache de Gomery (1866–1934).